# جيمي لي كرتيس
جيمي لي كرتيس (بالإنجليزية: Jamie Lee Curtis)، ممثلة أمريكية وكاتبة قصص وروايات ومخترعة؛ من مواليد 22 نوفمبر عام 1958م، وهي ابنة الممثل توني كرتيس وهي من جذور هنغارية، أبرز ما شاركت في الأفلام الفيلم الأمريكي الشهير ترو لايز، وقد مثلت في دور زوجة بطل الفيلم آرنولد شوارزنيجر.

## الاختراع
عام 1987، تقدمت جيمي بطلب الحصول على براءة اختراع في الولايات المتحدة، وحصلت على البراءة رقم 4,753,647. وكان اختراعها عبارة عن تعديلات في حفاضات الأطفال، يتضمن جيباً لحجز الرطوبة يمكن سحبه بسهولة باستخدام يدٍ واحدة. رفضت جيمي بالسماح بتسويق اختراعها تجارياً حتى تبدأ الشركات ببيع حفاضات قابلة للتحلل، على الرغم من أن المدة القانونية الكاملة لهذه البراءة قد انتهت في 20 فبراير 2007، إلى أنها لا تزال فعالة في المجال العام.

## وصلات خارجية
- for Jamie Lee Curtis & Laura Cornell books
- جيمي لي كرتيس على موقع IMDb (الإنجليزية)
- جيمي لي كرتيس على موقع ميتاكريتيك (الإنجليزية)
- جيمي لي كرتيس على موقع روتن توميتوز (الإنجليزية)
- جيمي لي كرتيس على موقع مونزينجر (الألمانية)
- جيمي لي كرتيس على موقع ألو سيني (الفرنسية)
- جيمي لي كرتيس على موقع ميوزك برينز (الإنجليزية)
- جيمي لي كرتيس على موقع تيرنر كلاسيك موفيز (الإنجليزية)
- جيمي لي كرتيس على موقع أول موفي (الإنجليزية)
- جيمي لي كرتيس على موقع بوكس أوفيس موجو (الإنجليزية)
- جيمي لي كرتيس على موقع قاعدة بيانات الأفلام السويدية (السويدية)
- أخبار مُجمّعة وتعليقات عن جيمي لي كرتيس في موقع صحيفة نيويورك تايمز.
- Jamie Lee Curtis interview في أرشيف الإنترنت(أرشفت في  ديسمبر 23, 2007)